# Pioneira Futebol Clube
Le Pioneira Futebol Clube est un club brésilien de football basé à Brasilia dans le District fédéral.

## Palmarès
- Championnat de Brasilia :
  - Champion : 1974

## Liens
- José Ricardo Almeida: Clubes de Brasília (16): Pioneira, Almanaque do Futebol Brasiliense, 3/10/2011.